# Chlenias auctaria
Chlenias auctaria là một loài bướm đêm trong họ Geometridae.